# Presbiterianismo no Tocantins
O Presbiterianismo é a terceira maior família denominacional protestante histórica no Estado do Tocantins (atrás dos batistas e adventistas), correspondendo a 0,41% da população do Estado. Sendo assim é o Estado com o segundo maior percentual de presbiterianos na Região Norte do Brasil (atrás de Rondônia).

## História
O Presbiterianismo chegou ao Tocantins depois da década de 1950, a partir do trabalho de missionários estadunidenses e brasileiros, enviados a partir de Ceres e Goiânia. O objetivo dos missionários era fundar igrejas próximas a rodovia Belém-Brasília até a cidade de Araguaína.
Silas Inácio Ramos foi um dos maiores expoentes do presbiterianismo no Estado, como presbitério de Cristalândia trabalhou pela plantação de igrejas em Gurupi e Paraíso do Norte, (hoje Paraíso do Tocantins).
Em 1962 o Rev. José Gonçalves de Siqueira instalou-se em Paraíso do Tocantins contribuindo para o crescimento da igreja e a fundação do Colégio Vale do Tocantins, foi pastor na cidade de Gurupi e juntamente com sua esposa deram início ao Colégio Presbiteriano de Gurupi.
Em 1965 o Rev. Joaquim Cabral mudou-se para Araguaína, onde foi fundada uma igreja e contribuiu para a expansão do presbiterianismo para Colinas do Tocantins.
Depois de 1988, com a criação do Estado do Tocantins, o crescimento da igreja se intensificou e foi criado o Presbitério do Tocantins abrangendo todo o Estado. Depois de 2003 foi criada uma junta de missões pelo presbitério do Estado, que posteriormente tornou-se o Sínodo do Tocantins dividido em três presbitérios, com igrejas estabelecidas nos municípios mais populosos do Tocantins.

## Igreja Presbiteriana do Brasil

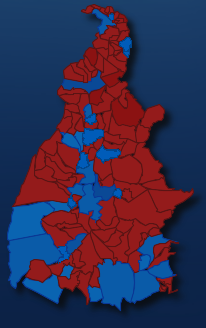
Municípios com igrejas e congregações federadas a Igreja Presbiteriana do Brasil no Tocantins.

A Igreja Presbiteriana do Brasil (IPB) é a maior denominação presbiteriana no Tocantins, com cerca de 60 igrejas e congregações.
A IPB tem dois de seus 82 sínodos no Tocantins, o Sínodo Tocantins e o Sínodo Araguaia/Tocantins, que juntos abrangem as igrejas de todo o Estado, e este último também tem igrejas em Goiás.
A IPB e suas igrejas federadas no Pará operam 5 instituições de ensino do Estado, dentre elas estão: Instituto Presbiteriano Vale do Tocantins, Escola Presbiteriana de Colinas e Instituto Presbiteriano Araguaia.
A Junta de Missões Nacionais trabalha com missões no Tocantins nos municípios de Augustinópolis, Paranã, Tocantinópolis, Pedro Afonso e Palmas.

## Igreja Presbiteriana Independente do Brasil
A Igreja Presbiteriana Independente do Brasil tem 1 igreja federada em Palmas sob jurisdição do Presbitério Distrito Federal do Sínodo Brasil Central.

## Outras denominações presbiterianas
A Igreja Presbiteriana Conservadora do Brasil, Igreja Presbiteriana Unida do Brasil e Igreja Presbiteriana Fundamentalista do Brasil não têm uma igreja federadas no Tocantins.